# Caroline Chew
Caroline Rosanna Pei Jia Chew (Singapore, 18 aprile 1992) è una cavallerizza singaporiana.
Ha partecipato ai Giochi equestri mondiali 2018 e ai Giochi asiatici 2014 nel dressage e ai Giochi olimpici giovanili del 2010 nel salto ostacoli. Ha vinto diverse medaglie durante i Giochi del Sud-Est asiatico (dal 2013 al 2017) e ha partecipato alle Olimpiadi estive 2020.

## Vita e carriera
Chew ha iniziato a cavalcare all'età di sei anni. Ai Giochi olimpici giovanili di Singapore 2010, ha gareggiato nel salto a ostacoli e si è piazzata al 17º posto. Chew è stata scelta per essere la prima atleta a prestare il giuramento olimpico ai Giochi olimpici giovanili.
Chew è passata dal salto ostacoli al dressage. È diventata la cavallerizza di dressage di maggior successo per Singapore e la prima singaporiana a gareggiare a livello di Grand Prix, il più alto nel dressage. Ha gareggiato come prima cavallerizza singaporiana di dressage ai campionati mondiali di equitazione 2018 di Tryon, dove si è classificata al 56º posto.
A seguito del ritiro del cavaliere neozelandese dai Giochi Olimpici di Tokyo 2020, un cavaliere sostitutivo doveva essere scelto dal Grand Prix di Dressage tenutosi a Le Mans, in Francia. Chew ha partecipato al Grand Prix e ha ottenuto un miglior punteggio personale di 69,674, qualificandosi per le Olimpiadi. È la prima atleta equestre di Singapore a partecipare ai Giochi Olimpici. Chew è stata eliminata dai Giochi perché il suo cavallo Tribiani è stato trovato sanguinante dalla bocca, a causa di un inciampo prima della gara.

## Vita personale
Caroline Chew ha studiato legge all'Università di Bristol, in Inghilterra. Attualmente vive a Londra e lavora a tempo pieno come avvocato presso Freshfields Bruckhaus Deringer, attività che combina con l'equitazione.
Sua madre Melanie è stata anche presidente della Federazione equestre di Singapore dal 2007 al 2017.